# Jorginho Paulista
Jorge Henrique Amaral de Castro Nascimento, mais conhecido como Jorginho Paulista (São Paulo, 20 de fevereiro de 1980), é um ex-futebolista brasileiro que atuava como lateral-esquerdo.

## Títulos
Palmeiras
- Copa do Brasil: 1998

PSV Eindhoven
- Supercopa dos Países Baixos: 1998-99

Vasco da Gama
- Campeonato Brasileiro: 2000[2]
- Copa Mercosul: 2000[2]
- Taça Rio: 2001

Seleção Brasileira
- Campeonato Sul-Americano Sub-17: 1997
- Copa do Mundo FIFA Sub-17: 1997